# أنتوني تومسون
أنتوني تومسون (بالإنجليزية: Anthony Thompson) هو لاعب كرة قدم أمريكية أمريكي، ولد في 8 أبريل 1967 في تير هوت في الولايات المتحدة.

## وصلات خارجية
- أنتوني تومسون على موقع مرجع كرة القدم المحترفة.كوم (الإنجليزية)
- أنتوني تومسون على موقع مرجع كرة القدم المحترفة.كوم (الإنجليزية)
- أنتوني تومسون على موقع كلية كرة القدم في سبورتس رفرنس.كوم (الإنجليزية)